# La chanson des vieux amants
La chanson des vieux amants is een nummer uit 1967 van de Belgische zanger Jacques Brel. Het nummer werd geschreven en gecomponeerd door Jacques Brel in samenwerking met pianist Gérard Jouannest. Het nummer beschrijft de verzoening van twee oudjes. Het verscheen op het album Jacques Brel 67.
Het nummer werd door Lennaert Nijgh vertaald in het Nederlands onder de titel Liefde van Later.